# Taco Scheltema
Pour les articles homonymes, voir Scheltema.
Taco Scheltema ou Take Pieters Scheltema, né le 16 août 1766 à Harlingen et mort le 7 septembre 1837 à Arnhem, est un portraitiste néerlandais.

## Biographie

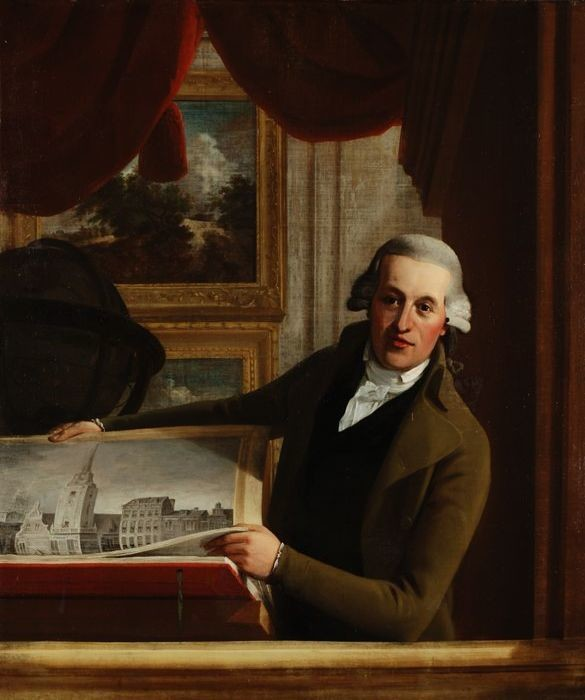
Portrait de l'artiste Gerrit van der Pals (1742-1839).

Taco Scheltema est le fils d'un aubergiste nommé Pieter Scheltes Scheltema (1702-1771). Après un bref séjour à Amsterdam, où il étudie le dessin et la peinture auprès du portraitiste et paysagiste Pleun Piera (1734-1799), il est admis à l'Académie des beaux-arts de Düsseldorf. Après avoir obtenu son diplôme, il voyage en Saxe et en Hollande pour finalement s'installer à Rotterdam en 1794, où il est chargé de peindre les fondateurs et les administrateurs de la Batavian Society for Experimental Philosophy.
Il établit finalement son atelier à Arnhem et, tout au long de sa carrière, se concentre surtout sur la peinture familiale.
Taco Scheltema épouse Jacomina van Nijmegen (1768-1825) à Rotterdam, en 1799, avec qui il a cinq enfants.
Il s'installe à Velp près d'Arnhem.
Parmi ses propres descendants figurent plusieurs autres artistes, notamment son petit-fils, Taco Jan Scheltema (1831-1867), représenté au Louvre, ainsi que Jan Hendrik Scheltema et Leendert Scheltema (1876-1966), spécialisés dans les paysages.